# پودمانگی (شبکه)
پودمانگی در نظریه شبکه‌ها، معیاری جهت عدم امکان تقسیم یک شبکه به پودمان‌های ریزتر (که گروه‌ها، خوشه‌ها، انجمن‌ها یا جوامع نیز نامیده می‌شوند) است. شبکه‌های با پودمانگی بالا دارای اتصالات متراکم بین گره‌های درون پودمان‌ها هستند اما اتصالات پراکنده بین گره‌ها در پودمانهای مختلف به‌چشم می‌خورد. پودمان اغلب در روش‌های بهینه‌سازی برای تشخیص ساختار شبکه‌ها استفاده می‌شود. با این حال، نشان داده شده‌است که پودمانگی دارای محدودیت وضوح است و بنابراین، قادر به تشخیص جوامع کوچک نیست. شبکه‌های زیستی، از جمله مغز حیوانات، درجه بالایی از پودمانگی را نشان می‌دهند.

## معیارهای پودمان
درجه گره، ضرایب‌خوشه‌بندی، میان‌داری و انواع معیارهای مرکزیت جهت تشخیص پودمانگی شبکه‌ها به‌کار می‌آیند.